# سرزمین رؤیاها
سرزمین رؤیاها (به انگلیسی: Field of Dreams) فیلمی ۱۰۷ دقیقه‌ای به کارگردانی فیل آلدن رابینسون با بازی کوین کاستنر محصول کشور ایالات متحده آمریکا است.

## خلاصه داستان
آیووا. «ری کینسلا» (کاستنر) هم راه همسرش، «آنی» (مدیگان) و دخترشان، «کارین» (هافمان) در مزرعهٔ خود زندگی آرامی دارد. تا این که صدایی از غیب به او می‌گوید که اگر در وسط مزرعه اش یک زمین بیس بال بسازد، قهرمان افسانه‌ای، «جو جکسن بی کفش» (لیوتا)، از دنیای مردگان می‌آید و در آن جا بار دیگر بازی می‌کند…

## جوایز
این فیلم کاندیدای ۳ اسکار (کاندیدای اسکار بهترین موسیقی متن-کاندیدای اسکار بهترین فیلمنامه اقتباسی-کاندیدای اسکار بهترین فیلم) در سال ۱۹۹۰ شد.